# Praxedis G. Guerrero
Praxedis G. Guerrero è una municipalità dello stato di Chihuahua, nel Messico settentrionale, il cui capoluogo è la località omonima.
Conta 4.799 abitanti (2010) e ha una estensione di 808.97 km².
La località, fondata nel 1849 con il nome di San Ignacio, ha assunto dal 1933 l'attuale denominazione in onore del rivoluzionario Práxedis Guerrero, morto il 30 dicembre 1910.